# عبد القادر بن أحمد الجزائري
الشريف عبد القادر بن أحمد بن أحمد الجزائري الحسني يعرف أيضًا بـعبد القادر الجزائرلي (1898 - 30 يوليو 1982) (1316 - 9 شوال 1402) فقيه وقاضي مالكي حجازي - سعودي. ولد بالمدينة المنورة في عائلة متدينة شريفة ووالده أحمد الجزائري كان الإمام المالكي بالمسجد النبوي فتلقى تعليمه الأول في كتاتيب المدينة وبعد حفظه للقرآن درس على والده وعلى العلماء المدرسين بالحرم النبوي. عيّن كاتبا لمحكمة العلا من قبل في عهد الشريف علي بن الحسين فسافر إليها مع أهله ومكث في تلك الوظيفة من 1918 حتى 1954 وبعد تولي الملك عبد العزيز على الحجاز ولى عبد القادر الجزائري قضاء العلا وظل قاضيًا فيها من 1954 إلى 1968 حتى أحيل للتقاعد. توفي في مسقط رأسه ودفن بها.

## نسبه
بيت الجزائري من بيوتات المدينة المنورة العريقة، فليس كل من لقب بالجزائري هو من هذه أسرة فهذا البيت والذي لا يعرفه المدنيين قديمًا إلا بـالجزائرلي ثم بالجزائري لاحقًا، ويعرفون أيضًا بآل السيد وهذا مسجل في أوراقهم الرسمية، وقد تعددت الألقاب والمسيمات. وهذه أسرة حسنية هاشمية فجدههم الأعلى هو أحمد بن إدريس الأصغر بن إدريس الأكبر بن عبد الله المحض بن الحسن المثنى بن الحسن بن علي بن أبي طالب.

## سيرته
ولد عبد القادر بن أحمد الجزائري في المدينة المنورة سنة 1316 هـ/ 1898 م ونشأ بها في عائلة شريفة متدينة فهو ابن الوحيد لوالده، مفتي المالكية بالمدينة في وقته. حفظ القرآن وجوده وأتم قراءته على يد شيخ القراء المدينة حسن بن إبراهيم الشاعر ثم التحق بحلقات المسجد النبوي وفي مقدمتها حلقة والده في الفقه والتفسير والحديث، وحضر دورس العلماء أمثال: إبراهيم البري قاضي المدينة، عمر بن حمدان وغيرهم من العلماء وحصل على الإجازات وأدرج اسمه ضمن قائمة علماء الحرمين، وحضر مجلس محمد العربي التباني ونال منه الإجازة العامة والخاصة في الصحاح والمسانيد وغيرها من التصانيف.

### مهنته القضائية
حينما انتقل والده أحمد الجزائرلي في أوائل عام 1336 هـ / 1918 م إلى العلا، في عهد الشريف علي بن الحسين والذي تولى إمارة المدينة، عينه كاتب عدل لمحكمة العلا. 

عمل الجزائرلي في القضاء سنوات طويلة وبعد تولي الملك عبد العزيز على الحجاز، وقع الاختيار على عبد القادر الجزائري من قبل رئاسة القضاة لأنه قد عمل في محكمة العلا سابقًا وكان معروفًا بين العلماء فعين في قضاة العلا مدة ثلاثة عشر سنة من 1316 هـ/ 1899 م إلى 1373 هـ/ 1954 م. 

وفي عام 1373 هـ/ 1954 م عيّن قاضيًا بمحكمة المدينة وبقي بها حتى عام 1387 هـ/ 1968 م وقد تميز بأحكامه التي كانت دائمًا تعود مصدقة من هيئة التمييز، وكبر سنه وأحيل للتقاعد.

رشح لإمامة في المسجد النبوي مدة من الزمن حيث كان يؤم المصلين في المغرب.

## إهتماماته الشخصية
خلّف مكتبة غنية بالكتب النفيسة التي ورثها من والده وزاد عليها، أوقفت مكتبته بعد وفاته وصارت من ضمن المكتباب الموقوفة في مكتبة الملك عبد العزيز العامة.

## وفاته
توفي عبد العزيز الجزائرلي في المدينة في 9 شوال 1402/ 30 يوليو 1982 وكان عمره 86 سنة.